# Cúp bóng đá Phần Lan 1998
Cúp bóng đá Phần Lan 1998 (tiếng Phần Lan: Suomen Cup) là mùa giải thứ 44 của giải đấu cúp bóng đá thường niên ở Phần Lan. Giải được tổ chức theo hình thức giải đấu loại trực tiếp và việc tham gia giải là tự nguyện.  Trận chung kết diễn ra ở Sân vận động Olympic, Helsinki ngày 31 tháng 10 năm 1998 và HJK đánh bại PK-35 với tỉ số 3-2 trước sự chứng kiến của 5.023 khán giả. 

## Các vòng đầu
Không có.

## Vòng Bảy
| Thứ tự | Đội nhà       | Tỉ số | Đội khách        | Thông tin |
| ------ | ------------- | ----- | ---------------- | --------- |
| 1      | JJK Jyväskylä | 2-1   | Jaro Pietarsaari |           |
| 2      | Pyry Nokia    | 2-1   | Inter Turku      |           |
| 3      | KajHa Kajaani | 1-2   | FinnPa Helsinki  |           |
| 4      | KTP Kotka     | 0-2   | PK-35 Helsinki   |           |

| Thứ tự | Đội nhà     | Tỉ số | Đội khách         | Thông tin |
| ------ | ----------- | ----- | ----------------- | --------- |
| 5      | MP Mikkeli  | 0-3   | Jazz Pori         |           |
| 6      | KPT-85 Kemi | 0-1   | MyPa Anjalankoski |           |
| 7      | FC Lahti    | 0-3   | Haka Valkeakoski  |           |
| 8      | TPS Turku   | 0-5   | HJK Helsinki      |           |

## Tứ kết
| Thứ tự | Đội nhà        | Tỉ số        | Đội khách  | Thông tin |
| ------ | -------------- | ------------ | ---------- | --------- |
| 1      | PK-35 Helsinki | 3-2 (s.h.p.) | Jazz Pori  |           |
| 2      | JJK Jyväskylä  | 0-2          | Pyry Nokia |           |

| Thứ tự | Đội nhà         | Tỉ số                 | Đội khách         | Thông tin |
| ------ | --------------- | --------------------- | ----------------- | --------- |
| 3      | FinnPa Helsinki | 1-1 (s.h.p.) 5-4 (p.) | Haka Valkeakoski  |           |
| 4      | HJK Helsinki    | 3-2                   | MyPa Anjalankoski |           |

## Bán kết
| Thứ tự | Đội nhà         | Tỉ số | Đội khách      | Thông tin |
| ------ | --------------- | ----- | -------------- | --------- |
| 1      | FinnPa Helsinki | 0-3   | PK-35 Helsinki |           |

| Thứ tự | Đội nhà      | Tỉ số | Đội khách  | Thông tin |
| ------ | ------------ | ----- | ---------- | --------- |
| 2      | HJK Helsinki | 1-0   | Pyry Nokia |           |

## Chung kết
| Thứ tự | Đội 1        | Tỉ số | Đội 2          | Thông tin       |
| ------ | ------------ | ----- | -------------- | --------------- |
| 1      | HJK Helsinki | 3-2   | PK-35 Helsinki | Khán giả: 5.023 |